# NGC 4086
NGC 4086是一个位于后发座的透鏡狀星系，距离地球3.3亿光年，1864年5月2日由海因里希·路易·达雷发现，属于NGC 4065星系群。NGC 4086也是LINER星系。